# 国際連合総会第6委員会
国際連合総会第6委員会（英語: United Nations General Assembly Sixth Committee）は国連総会の主要委員会の一つで、国連総会における法務上の問題に主としてあたる会議体である。

## 役割
国連総会は国際法の斬新的発達及び法典化を奨励することが国連憲章第13条により勧告されている。国連総会は、国際間の諸問題を解決するための多国間条約を制定し、その条約に対し署名、批准と継承を参加各国に促すことで、この役割を全うしてきた。通常、国際間の法律は対象問題を扱うのに相応しい関連国連機関で協議するが、より一般的な問題については第6委員会で協議する。

## 運営
第6委員会には、すべての国際連合加盟国が制度上の参加権利を有する。国連加入以前のスイスやローマ教皇庁といった総会オブザーバーが委員会会議に参加して議論することもできる。第6委員会は委員長（英語: chairman）、委員長を補佐する3人の副委員長（英語: vice-chairman）、報告者（英語: rapporteur）が運営する。委員長の役割は、会議を正式招集し、会議進行予定を提案し、会議進行上の問題に適切に対処することである。事務局は、議論が実りのある成果を生むための支援を行う。
第6委員会会議は毎年9月後半から11月後半にかけて年次総会と平行して開催される。会議の冒頭で、総会はまず第6委員会に対し議論するべき項目のリストを提示する。これらの項目は通常、国際法委員会、国際連合国際商取引法委員会、1996年12月17日のテロ防止に関する51/210決議によって設置された臨時委員会、国連憲章および国連の役割強化に関する特別委員会、開催国委員会、国際テロリズムに関する廃絶措置に関する年次報告が含まれる。
すべての議題に対して議論した後、第6委員会は最終案を総会に提出する。特段の技術的に複雑な問題が生じない限り第6委員会は国際法委員会か特別に設置する小組織に最終案の作成を任せる。第6委員会が意思決定する際は全会一致を基本とするものの投票による決定も行うことがある。

## 第6委員会で協議された条約・決議
次に掲げる条約と国際連合総会決議の全部又は一部は第6委員会で協議された:
- 1961 外交関係に関するウィーン条約
- 1969 条約法に関するウィーン条約
- 1970 国際連合憲章に従った諸国間の友好関係及び協力についての国際法の原則に関する宣言（友好関係原則宣言）
- 1973 国際的に保護される者（外交官を含む）に対する犯罪の防止及び処罰に関する条約（国際代表等犯罪防止処罰条約）
- 1978 条約に関する国家承継に関するウィーン条約
- 1979 人質をとる行為に関する国際条約（人質行為防止条約）
- 1995 国際連合要員および関連要員の安全に関する条約
- 1994 国際テロリズムに関する廃絶措置宣言
  - 1996 また当該宣言を補足する1996年12月17日に採択された51/210国連総会決議
- 1997 テロリストによる爆弾使用の防止に関する国際条約
- 1997 国際水路の非航行的利用の法に関する条約
- 1998 国際刑事裁判所ローマ規程
- 1999 テロリズムに対する資金供与の防止に関する国際条約（テロ資金供与防止条約）
- 2001 国際違法行為の国家責任条文草案
- 2005 核によるテロリズムの行為の防止に関する国際条約（核テロリズム防止条約）
- 2005 人間クローン禁止宣言

2000年以降、第6委員会は、既存の反テロ法を補完する包括的な国際テロ防止条約の制定に取り組んでいる。